# Maces

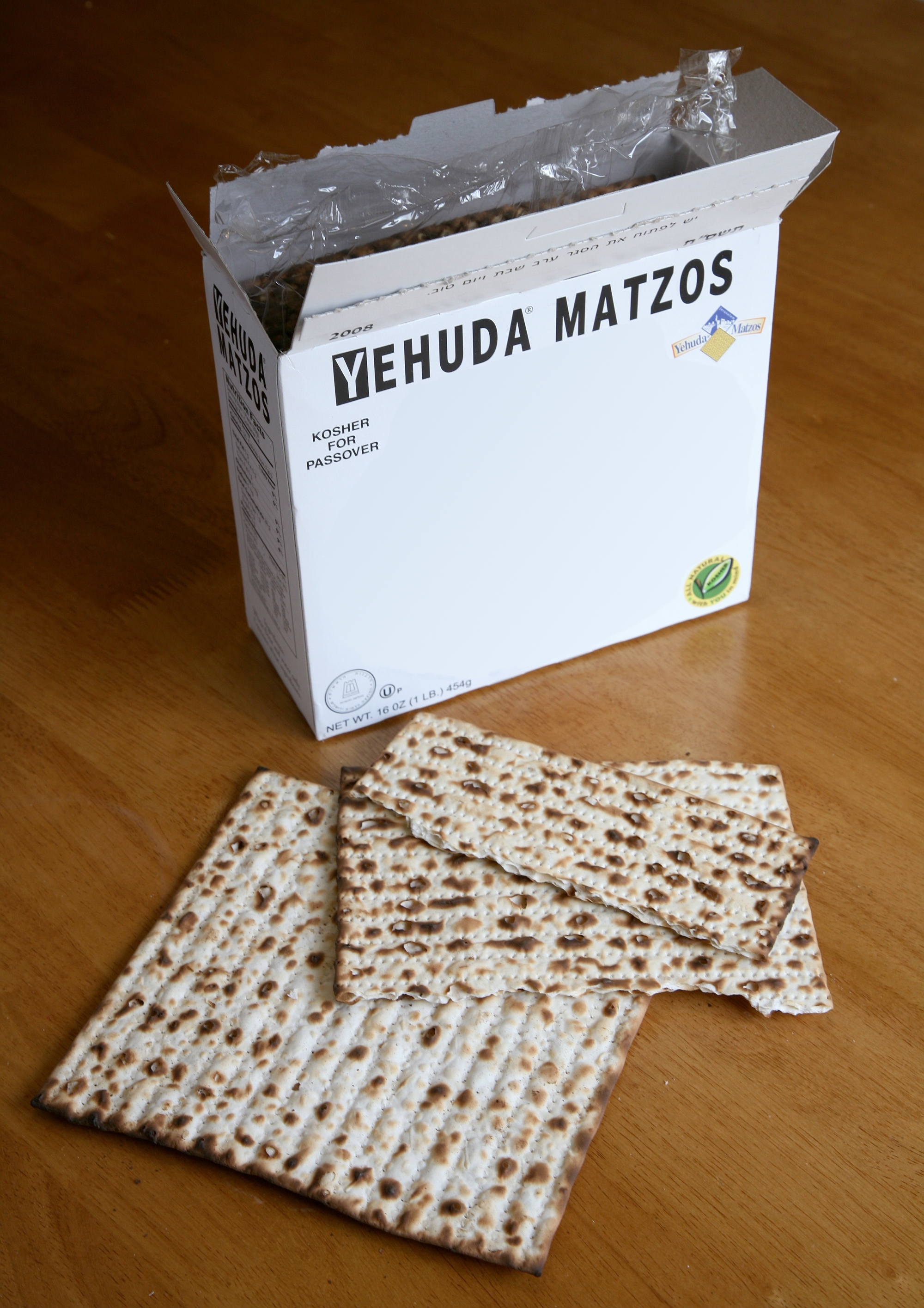
Macesy

Maces (hebrejsky: מַצָּה‎ (maca), plurál מַצּוֹת‎ (macot) v jidiš a aškenázské výslovnosti vyslovováno jako macos, odtud i český název „maces“) je tradiční a dá se říct i základní pokrm na židovský svátek Pesach. Jedná se o křehký nekvašený chléb kulatého či hranatého tvaru. Hranatý tvar se začal objevovat až s příchodem strojové výroby macesů v Anglii v roce 1875.[zdroj?]

## Výrobní postup
Pro výrobu macesu je možné použít mouku z pěti druhů obilí, o nichž gemara učí, že podléhají kvašení. Tradičně se používá pšeničná mouka.
Obilí ani mouka až do zadělání nesmí přijít do styku s vlhkostí. Po zadělání se ihned těsto zpracuje na tenké placky a peče se z obou stran. Tento rychlý způsob zabrání procesu kvašení, které je právě v období Pesachu nežádoucí. Doba od zadělání těsta k jeho upečení nesmí přesáhnout 18 minut; tato doba se však může měnit, pokud je do mouky přidána teplá voda nebo další přísady – v tom případě započne kvašení dřív.

## Význam a symbolika
Macesy mají dvě základní interpretace:
1. Jsou považovány za „chléb vysvobození“, který je spojován se spěšným odchodem Židů z Egypta.
2. Na druhé straně jsou považovány za „chléb soužení“, který připomíná těžký život Izraelitů v Egyptě.

| „              | Od večera čtrnáctého dne prvního měsíce budete jíst nekvašené chleby až do večera jedenadvacátého dne téhož měsíce. | “ |
| — Exodus 12:18 | |   |

Maces má v židovské kuchyni mnohá uplatnění. Kromě povinného a mnohými pravidly svázaného jedení během sederové večeře na Pesach se mohou jíst jen tak, jako příloha nebo namazané čímkoliv podle chuti. Často se rozemílají na tzv. macesovou moučku, ze které lze vyrobit mnoho pokrmů (od knedlíčků do polévky po velmi složité speciality). Macesová moučka se používá v době Pesachu namísto běžné mouky, kterou je v té době možno použít pouze na výrobu macesu.

## Typy macesů

### Maca šmura
Maca šmura, מַצָּה שְׁמוּרָה‎, doslova „hlídaná maca“. Jedná se o zvláštní druh macesu, který se jí o Sederu. Je vyroben ze zrní, na které se dohlíží již od doby žní, aby nepřišlo do styku s vodou, aby se tak vyloučila jakákoli možnost kvašení. Někteří jsou obzvláště opatrní a dohlížejí na zrní ještě před sklizní od doby, kdy je plně dozrálé.

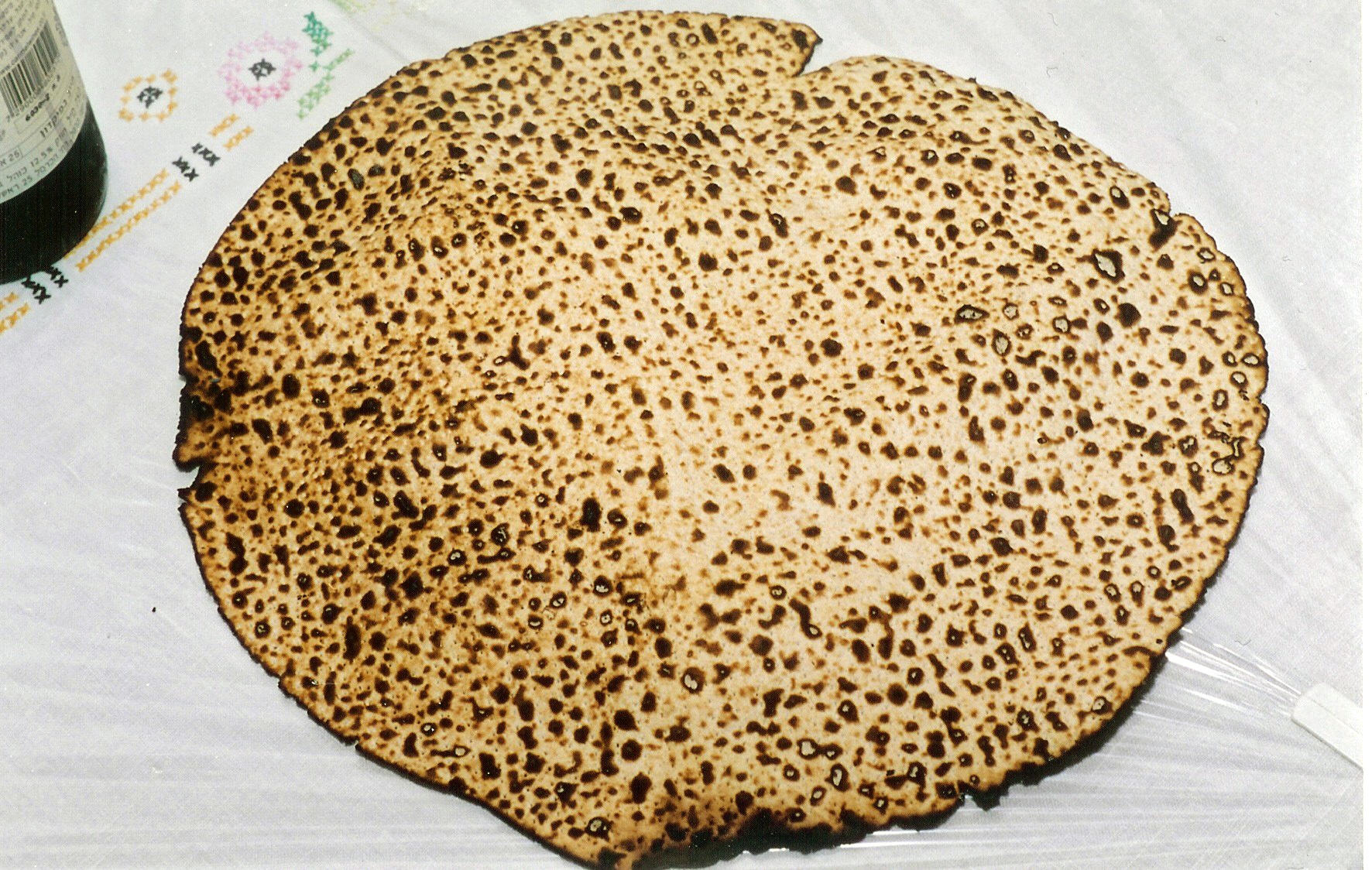
Ruční macesy v tradičním tvaru

Někdy je pod označením maca šmura mylně chápán ruční maces; ruční macesy mají sice obvykle tento status, ale stejně tak jej mohou mít i macesy strojově vyráběné.

### Macat micva
Macat micva, מַצַּת מִצְוָה‎, maca určená ke splnění povinnosti jedení macy o pesachovém sederu. Tato maca by měla mít status maca šmura a měla by být vyráběna le-šem micva, tj. s intencí (kavanou), že jde o macu ke splnění micvy.
Jelikož je spor o to, která z macot jedených během sederu představuje splnění povinnosti, dbá se na to, aby obě macy jedené na počátku sederu (celá i zlomená) i afikoman splňovaly uvedené podmínky. Za obzvláště vhodné se považuje splnit povinnost jedení macy macou upečenou vlastnoručně odpoledne před pesachovým sederem.

### Strojový a ruční maces

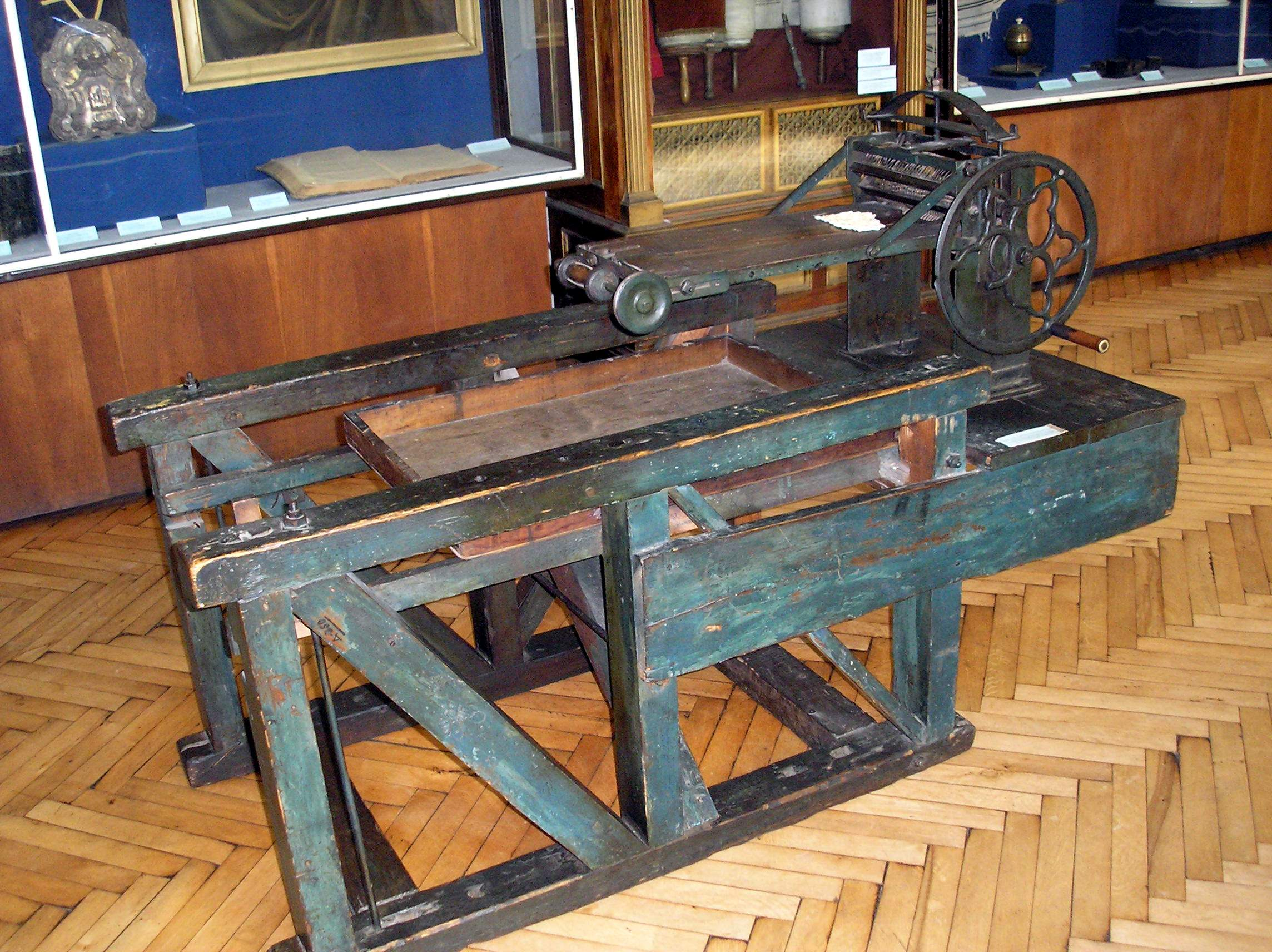
Stroj na výrobu macesů

Macat mechona, מַצַּת מְכוֹנָה‎, strojová maca, a oproti ní macat jad, מַצַּת יָד‎, ruční maca: Strojově vyráběná maca má obvykle čtvercový či obdélníkový tvar s pravidelnou perforací. Ruční maca se obvykle vyrábí v kulatém tvaru, je hutnější a výrazně dražší.
Je spor o to, který z druhů je vhodnější pro macat micva: U strojové macy je větší jistota dodržení výrobního postupu a tím kašrutu, u ruční je větší předpoklad výroby le-šem micva.

### Namočený maces a macesová moučka
Maca šruja, מַצָּה שְׁרוּיָה‎, doslova „namočená maca“, je maces namočený ve vodě, aby změkl. Takový maces je povolený, protože platí pravidlo, že po pečení není kvašení. Někteří však dbají na to, aby namočený maces po dobu Pesachu nejedli. Při přípravě jídel se mohou používat i drcené macesy („macesová moučka“) a z nich vyrobené potraviny.

### Maca ašira
Maca ašira, מַצָּה עֲשִׁירָה‎, doslova „bohatší“ nebo „obohacená maca“. Maca ašira je druh macesu, který se může jíst podle sefardských zvyků. Od „klasického“ macesu se liší tím, že při jeho výrobě je namísto vody použita čistá ovocná šťáva nebo víno. Takové těsto je možné nechat déle ležet před pečením, jelikož ovocné šťávy ani víno nepůsobí kvašení jako voda. Macesem zadělaným ovocnou šťávou však nelze splnit příkaz (micvu) o pojídání macesů. Podle aškenázské tradice se maca ašira jíst nesmí; tento minhag se opírá o odmítnutý názor, že i mouka zadělaná ovocnou šťávou kvasí, a také o obavu, že by se mezi šťávy či víno dostala trocha vody - taková směs naopak kvašení urychluje.

### Zakázané „macesy“
- Macat chamec, מַצַּת חָמֵץ‎, vzhledem i chutí se neliší od normální macy, vyrábí se však z běžné mouky a při její výrobě se nedbá na pravidla kašrutu pro Pesach. Takovou macu je možno jíst po celý rok, ale o Pesachu je zakázána jako jakýkoli jiný chamec.
- Maca kfula, מַצָּה כְּפוּלָה‎, „zdvojená maca“, vznikne, když se při pečení macesové těsto přehne. Kvůli obavě, že v místě ohybu nebyla maca dostatečně upečena a může tam dojít ke kvasnému procesu, je o Pesachu zakázána.[9]